# In God We Trust

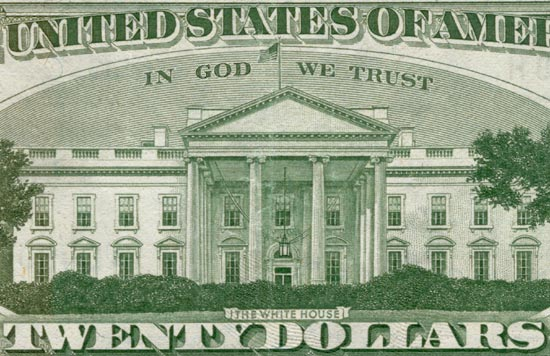
Напис «In God we trust» на зворотній стороні банкноти в 20 доларів

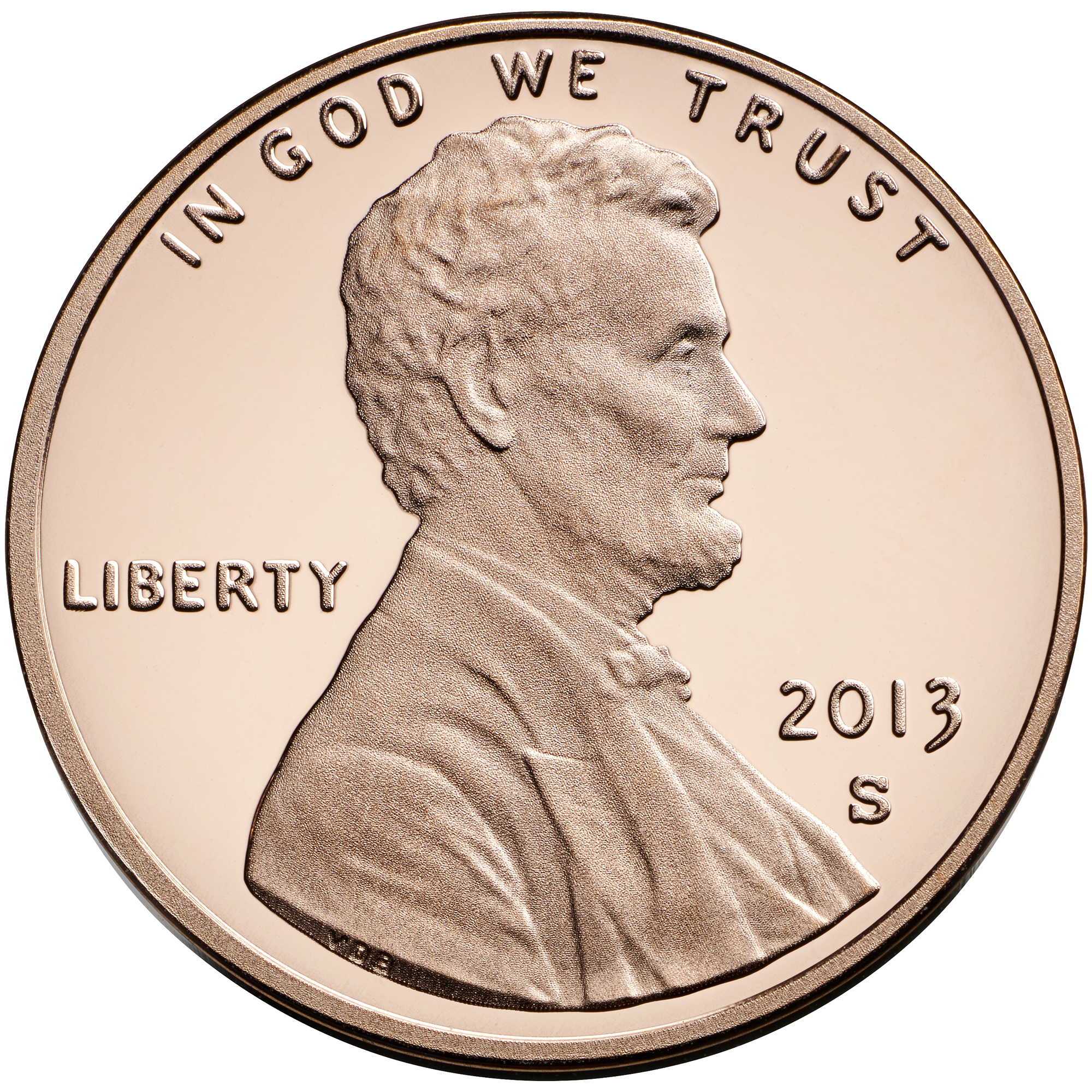
Напис «In God we trust» на одноцентовій монеті

In God We Trust (укр. У Бога віримо) — офіційний девіз США, затверджений у 1956 році президентом Дуайтом Ейзенхауером, попри те, що в США вже був девіз — «E pluribus unum», затверджений разом із печаткою США в 1782 році. Прихильники відділення церкви від держави виступають категорично проти такого девізу та вимагають прибрати його з банкнот. На американських монетах девіз уперше з'явився в 1864 році, а на паперових банкнотах — 1957.
Також є девізом штату Флорида. Іспаномовний аналог «En Dios Confiamos» слугує девізом Нікарагуа.
Він був включений до багатьох гімнів та релігійно-патріотичних пісень. У штатах Індіана, Флорида та Південна Кароліна можна отримати номерні знаки з девізом «In God We Trust».

## Історія
Фраза походить із тексту Гімну США, написаного під час англо-американської війни. У четвертому куплеті є слова «And this be our motto: „In God is our Trust“» (укр. І буде нашим девізом — «В Бога віримо»). Девіз вперше використала 125 Пенсильванська піхотна дивізія 17 вересня 1862 у Битві під Ентітемом під час Громадянської війни.
Священник М. Р. Воткінсон 13 листопада 1861 звернувся до Міністерства фінансів США з проханням додати до монет заяву про визнання «Всемогутнього Бога в будь-якій формі на наших монетах» для того, щоб «позбавити нас ганьби язичництва». Також метою цього було заявити, що Бог на боці Союзу. Тодішній Секретар фінансів Селмон Чейз погодився із цією пропозицією та наказав Директору монетного двору Філадельфії Джеймсу Поллоку почати розробку можливих дизайнів монет із релігійною фразою. Чейз обрав варіант, який йому найбільше сподобався, та подав пропозицію про зміну дизайну монет до Конгресу в кінці 1863.
Під час підготовки до подання пропозиції до Конгресу Чейз з'ясував, що Акт про Конгрес від 18 січня 1837 містив виключний перелік девізів, які можуть бути на американських монетах. Це означало, що необхідна особлива процедура затвердження девізу Конгресом. Ця процедура була завершена 22 квітня 1864, дозволивши використовувати фразу на одно- та двох центових монетах. 3 березня 1865 Конгрес ухвалив закон, за яким Директор монетного двору може, за дозволу Секретаря фінансів, поміщати девіз на всі золоті та срібні монети. 1873 року Конгрес ухвалив Монетний Акт, який дозволив Секретарю фінансів використовувати девіз на всіх монетах.
Використання девізу не було неперервним. Напис зник із п'ятицентової монети в 1883, а з'явився знову тільки в 1938 році із введенням п'ятицентової монети із зображенням Джефферсона. 1908 року Конгрес зробив зображення девізу обов'язковим на всіх монетах, на яких він коли-небудь з'являвся. Таке рішення було ухвалене після невдоволення суспільства випуском монети в 20 доларів без девізу. З 1908 девіз зображувався на всіх золотих та срібних монетах, 25- та 50-центових монетах, а з 1916 — на 10-центових. З 1938 девіз зображується на всіх американських монетах.
В 1956 році, під час напруженої фази Холодної війни, Сполучені Штати хотіли якомога більше віддалитися від атеїстичного СРСР. Тому Конгрес ухвалив резолюцію про «Оголошення „In God We Trust“ національним девізом США», а згодом президент Дуайт Ейзенхауер підписав її. 1957 року девіз почав з'являтися на банкнотах, а в 1966 він був уже на всіх банкнотах. 2003 року USA Today, CNN та Інститут Ґеллапа провели опитування, згідно з яким 90% американців підтримують напис «In God We Trust» на американських монетах.
Після подій 11 вересня 2001 багато державних шкіл по всій державі вивісили постери з девізом «In God We Trust» у бібліотеках, їдальнях та класах. Американська родинна асоціація надала багатьом школам постери розміром 11 на 14 дюймів та пообіцяла розв'язати всі правові проблеми, пов'язані з ними.

## Критика
- Свобода віросповідання, гарантована Першою поправкою до Конституції США, також гарантує право не вірити в Бога. Таким чином, дехто вважає, що девіз порушує права американських громадян-атеїстів. Але попри це, більшість населення підтримує використання девізу[8].
- Старий Заповіт забороняє використовувати ім'я Бога марно, що спричинює критику девізу з боку вірян. Зокрема, президент Теодор Рузвельт у 1907 році виступив проти використання девізу на монетах, вважаючи це блюзнірством[9].